# Damaskinos (Karpathakis)
Damaskinos (světským jménem: Minas Karpathakis; * 10. srpna 1959, Athény) je řecký pravoslavný duchovní Řecké pravoslavné církve, arcibiskup a metropolita Didymoteichonu, Orestiady a Soufli.

## Život
Narodil se 10. srpna 1959 v Athenách. Navštěvoval školu v Nea Smyrni.
Studoval právo na Athénské univerzitě a zde také navštěvoval teologické kurzy. Získal titul magistra práva a asi dva roky provozoval advokátní praxi.
Dne 1. února 1985 byl v athénském monastýru Petraki postřižen na monacha.
Dne 23. března 1985 byl metropolitou Megary Vartholomaiosem (Katsourisem) rukopoložen na hierodiakona.
Dne 14. září 1987 byl arcibiskupem Athén a celého Řecka Serafimem rukopoložen na jeromonacha. Sloužil v chrámu Životodárného pramene v Athénách.
V letech 1985-1990 byl sekretářem Svatého synodu a v letech 1990-1998 jeho hlavním sekretářem.
Dne 25. ledna 1995 byl Svatým synodem zvolen biskupem z Davleii a vikarijním biskupem archiepiskopie Athény. Dne 27. ledna přiběhla jeho biskupská chirotonie. Hlavním světitelem byl metropolita Dramy Dionysios (Kyratsos).
Dne 12. října 2009 byl Svatým synodem (43 hlasů ze 77) zvolen metropolitou Didymoteichonu, Orestiady a Soufli. Dne 19. listopadu proběhla jeho slavnostní intronizace.